# Жоскен Депре
Жоске́н Депре́, Жоскен де Пре (фр. Josquin des Prez, Josquin Desprez /ʒɔskɛ̃ depʁe/, в латинизированном виде — Jodocus Pratensis, Iodocus a Prato и др.; около 1450 — 27 августа 1521, Конде-сюр-л’Эско) — французский композитор, один из ведущих представителей франко-фламандской полифонической школы.

## Биография
В 1477—78 годах — певчий в капелле Экс-ан-Прованса, в 1480-е годы (возможно, также в конце 1490-х) служил у кардинала Асканио Сфорцы в Милане, в начале 1480-х, предположительно, при дворе Людовика XI, в 1489—95 годах — в папской капелле в Риме. В 1503—04 годах — капельмейстер при дворе герцога феррарского Эрколе I д’Эсте. С 1504 года до конца жизни жил во Франции, был настоятелем собора в Конде-сюр-л’Эско (в провинции Эно), где был похоронен (собор и могила разрушены французскими революционными войсками в 1793 году).

## Творчество
Многообразное по жанрам и формам творчество Жоскена — типичный образец музыки раннего Возрождения, а его полифоническая техника — вершина строгого стиля XV века.
Жоскен написал около 40 мотетов, преимущественно на латинские тексты, в том числе грандиозный семичастный цикл «Vultum tuum deprecabuntur» («[Богатейшие из народа] будут умолять лице Твое»); мотет «Illibata Dei Virgo» с акростихом, в котором заключено имя композитора; мотет «Absalon fili mi» («Авессалом, сын мой!») — редкий эксперимент в области музыкальной риторики и гармонии — написан в необычайно низкой тесситуре (бас доходит до си-бемоль контроктавы) и дерзкими бемольными модуляциями; «Praeter rerum seriem» («Вопреки обычному ходу вещей»), «Nymphes de bois» («Нимфы лесные», 1497). Три мотета политекстовые (наподобие практики, распространённой ещё в XIII—XIV веках): тенор латинский (в функции cantus firmus), а верхние голоса французские, например, «Que vous madame / In pace». Некоторые музыковеды выделяют их (из-за наличия светских французских текстов) в особую жанровую категорию «мотеты-шансон».

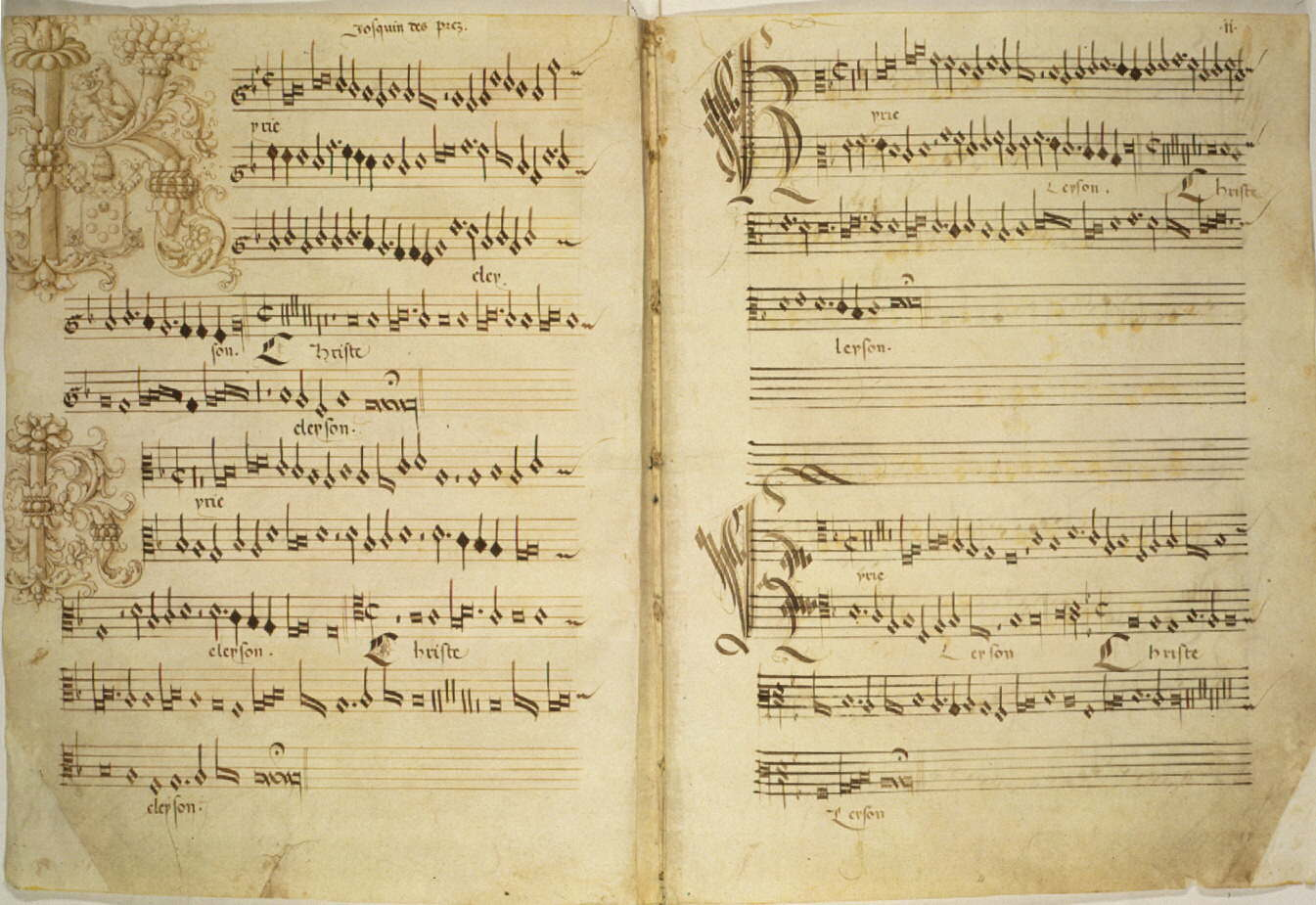
Рукопись с мессой Жоскена «Missa de Beata Virgine»

Центральная часть наследия Жоскена — 18 четырёхголосных месс (авторство некоторых из них современная наука оспаривает), считающихся высшими достижениями полифонической мессы эпохи Возрождения. Наиболее известны две мессы на тему популярной песни «L’homme armé» («Вооружённый человек»), «La sol fa re mi», где в основу композиции положена одна настойчиво повторяющаяся фраза, «Hercules dux Ferrarie» («Геркулес, герцог Феррарский», посвящена патрону Жоскена Эрколе д’Эсте), «Pange lingua» («Воспой, язык»), «De Beata Virgine» («О блаженной Деве», была самой популярной мессой Жоскена на протяжении XVI века). Жоскена считают родоначальником техники пародии в мессе, образцы которой находятся в мессах «Malheur me bat», «Mater Patris» и «Fortuna desperata».
Яркая отличительная особенность полифонической фактуры Жоскена — двухголосные каноны. В мессе «Ad fugam» верхний голос с тенором тянут канон на всём протяжении сочинения (за исключением раздела «Benedictus»). Наиболее удивительная стилевая особенность месс: логика специфически музыкальная (естественное интонационное развёртывание мелодии, её формальное и метроритмическое строение) иногда доминирует над логикой «текстовой» и литургической, вплоть до пренебрежения нормами латинского ударения, как например, в мессе «L’ami Baudichon» (на тему безыскусной танцевальной песни непристойного содержания). Некоторые исследователи (М. Лонг, У. Элдерз) усматривают в мессах Жоскена христианскую (и прочую) символику.
Доля светских сочинений в творческом наследии Жоскена относительна невелика, при этом многие его многоголосные песни (на 3-6 голосов, чаще на 4 голоса; преимущественно на французские стихи) доныне популярны благодаря простоте и выразительности мелодии, умеренному и эффектному использованию контрапунктической техники. Среди популярной светской музыки Жоскена политекстовая (франко-латинская) элегия на смерть Окегема «Nymphes des bois / Requiem aeternam», шансон «Baisés moy, ma doulce amye» («Поцелуй меня, милый друг»; представляет собой канон) и «Mille regretz» («Тысяча сожалений»; оканчивается редким для того времени малым [«минорным»] трезвучием), фроттолы «In te Domine speravi» («На Тебя, Господи, уповаю», на причудливой смеси итальянского и латинского языков), «Скарамелла» и «El grillo» («Сверчок»). Некоторые светские пьесы написаны для музыкальных инструментов («Ile fantazies de Joskin»; «Vive le roy», на слоги Гвидонова гексахорда), либо использование инструментов в них весьма вероятно («La Bernardina»).

## Рецепция
На смерть Жоскена европейские композиторы откликнулись проникновенными эпитафиями, среди которых «O mors inevatibilis» Иеронима Виндерса и (позже) «O musae Jovis» Николя Гомберта. В XVI веке Жоскен приобрел репутацию величайшего композитора эпохи. Темы и целостные фрагменты его музыки становились основой новых многоголосных композиций (см. Cantus firmus) известных музыкантов (например, мотет «Praeter rerum seriem» лёг в основу мессы-пародии Чиприано де Роре). Ученик Жоскена, видный музыкальный теоретик Адриан Коклико назвал (Compendium musices, 1522) его «первым из музыкантов» (princeps musicorum); Глареан отмечал его «многосторонний талант, захвативший вершины природы и оснащённый её силой». Жоскен был главным музыкальным авторитетом прошлого для Мартина Лютера, называвшего его почтительно «повелителем нот». О репутации и известности Жоскена свидетельствовали Бальдассаре Кастильоне, Жан Леретье, Николя Гомберт, Георг Форстер, Козимо Бартоли и многие другие музыканты, литераторы, издатели, публицисты.
Начиная с последней четверти XX века авторство Жоскена в отношении ряда сочинений, ранее ему приписывавшихся, активно оспаривается.

## Сочинения

### Мессы
Примечание. Все мессы четырёхголосные, если не указано иное
1. Ad fugam (каноническая)
2. Ave maris stella (Рим, 1486—1495)
3. D’ung aultre amer
4. de Beata Virgine (a4-5; ок. 1510)

Тенор из Kyrie мессы «Di dadi» в оригинальной нотации, с загадочным изображением двух игральных костей

5. Di dadi (на шансон Р. Мортона[англ.] «N’aray je jamais mieulx»)
6. Faisant regretz
7. Fortuna desperata
8. Gaudeamus
9. Hercules Dux Ferrariae[9] (Феррара, 1503-04)
10. La sol fa re mi
11. L’ami Baudichon
12. L’homme armé sexti toni[9]
13. L’homme armé super voces musicales
14. Malheur me bat[9]
15. Mater patris
16. Pange lingua (Конде, ок. 1514)
17. Sine nomine (каноническая)
18. Une mousse de Biscaye (Бискайская девушка; на тему французской или баскской популярной песни)

### Мотеты
1. Alma Redemptoris Mater
2. Alma Redemptoris Mater / Ave regina caelorum
3. Ave Maria … benedicta tu (a4);
4. Ave Maria … virgo serena (Милан, 1484-85)
5. Ave munda spes, Maria
6. Ave nobilissima creatura
7. Ave verum corpus natum
8. Benedicta es, caelorum regina
9. Christum ducem, qui per crucem (a5)
10. De profundis clamavi (a5; относится к позднему периоду)
11. Domine exaudi orationem meam
12. Domine, ne in fuore tuo (a4)
13. Domine, non-secundum peccata nostra (a2-4; написан для Рима)
14. Ecce, tu pulchra es, amica mea
15. Factum est autem
16. Gaude virgo, mater Christi
17. Homo quidam fecit cenam magnam
18. Honor, decus, imperium
19. Huc me sydereo descendere jussit Olympo (a5)
20. Illibata Dei virgo nutrix
21. In exitu Israel de Aegypto
22. In illo tempore assumpsit Jesus doudecim disciplus
23. Inviolata, integra et casta es, Maria
24. Jubilate Deo omnis terra
25. Liber generationis Jesu Christi
26. Memor esto verbi tui
27. Miserere mei Deus (Феррара, 1503)
28. Misericordias Domini in aeternum cantabo (Франция, 1480-83)
29. Missus est Gabriel angelus ad Mariam Virginem
30. Mittit ad virginem
31. Monstra te esse matrem
32. O admirabile commercium
33. O bone et dulcissime Jesu
34. O Domine Jesu Christe (5 частей)
35. O virgo prudentissima
36. O virgo virginum
37. Pater noster (Конде, 1505—1521)
38. Planxit autem David
39. Praeter rerum seriem
40. Qui edunt me adhuc
41. Qui habitat in adiutorio altissimi (a24)
42. Qui velatus facie fuisti (6 частей)
43. Salve regina (a4)
44. Salve regina (a5; 1502)
45. Stabat Mater
46. Tu lumen, tu splendor
47. Tu solus qui facis mirabilia
48. Ut Phoebi radiis[10]
49. Victimae paschali laudes
50. Virgo prudentissima
51. Virgo salutiferi (Феррара, 1503-04)
52. Vultum tuum deprecabuntur (7 частей; 1480-е гг.)

### Шансон
1. Adieu mes amours a4
2. Adieu mes amours a6
3. A la mort / Monstra te esse matrem a3 (мотет-шансон)
4. A l’eure que je vous a4
5. Allegez moy a6
6. A l’ombre d’ung buissonet a3
7. A l’ombre d’ung buissonet (En l’ombre...) a4
8. Basiés moy (канон a6, версия 1)
9. Basiés moy (канон a6, версия 2)
10. Belle, pour l’amour de vous a4
11. Bergerette savoyenne a4
12. Ce povre mendiant / Pauper sum ego a3 (мотет-шансон)
13. Comment peult haver joye a4
14. Cueur langoreulx a5
15. Cueurs desolez / Plorans ploravi a5 (мотет-шансон)
16. De tous biens plaine a3 (на шансон Хайне ван Гизегема)
17. De tous biens plaine a4 (на шансон Хайне ван Гизегема)
18. Dictez moy bergere a4
19. Douleur me bat a5
20. Du mien amant a5
21. Entree suis en grant pensee a3
22. Entree suis en grant pensee a4
23. Et trop penser a3
24. Faulte d’argent a5
25. Helas madame a3
26. Incessament livré suis a martire a5
27. Je me complains a5
28. Je ne me puis tenir d’aimer a5
29. Je n’ose plus a3
30. Je ris et si ay larme a l’oeil a3
31. Je sey bien dire a4
32. La belle se siet a3
33. La plus des plus a3
34. Le villain (jaloux) a4
35. Ma bouche rit a5
36. Mille regretz a4
37. Mon mary m’a diffamee a3
38. N’esse pas [point] ung grant desplaisir a5
39. Nymphes des bois / Requiem aeternam a5 (мотет-шансон; c.f. — интроит из заупокойной мессы)
40. Nymphes, nappés / Circumdederunt me a6 (мотет-шансон; c.f. — респонсорий)
41. O Venus bant a3
42. Parfons regretz a5
43. Petite camusette a6
44. Plaine de deuil a5
45. Plusieurs regretz a5
46. Plus n’estes ma maistresse a4
47. Plus nulz regretz a4 (1508)
48. Pour souhaitter a6
49. Quant je vous voye a3
50. Que vous ma dame / In pace in idipsum a3 (мотет-шансон)
51. Qui belles amours a4
52. Regretz sans fin a6
53. Se congié prens a6
54. Si j’ay perdu mon amy a3
55. Si j’eusse [j’avoye] Marion a3
56. Tant vous aimme a4
57. Tenez moy en vos bras a6
58. Une mousque de Biscaye a4 (на одноимённую популярную песню)
59. Vous l’arez, s’il vous plaist a6
60. Vous ne l’aurez pas a6

### Фроттолы
1. In te Domine speravi per trovar pietà a4 («На Тебя, Господи, уповаю»)
2. Scaramella va alla guerra a4 (на ту же песню, что Scaramella fa la galla Л. Компера)
3. El grillo a4 («Сверчок»).

### Прочие
1. Ach Unfal, was zichstu mich? (контрафактура Qui belles amours)
2. Cela sans plus a3 (без текста)
3. Fortuna d’un gran tempo a3
4. Ile fantazies de Joskin a3 (инструментальная?)
5. In meinem Sinn a4 (контрафактура Entree suis en grant pensee)
6. Da siceram a5 (контрафактура Je ne me puis tenir)
7. La Bernardina (инструментальная?)
8. Se congié prens a4 (др. название: Recordans de my segnora; без текста)
9. Vive le roy a4 (инструментальная, на гексахордовые слоги)

### Частично сохранившиеся и утраченные
1. Мотет Iniquos odio habui (a4; сохранился только тенор)
2. Мотет Usquequo Domine oblivisceris me (сохранился частично)
3. Шансон Fors seulement a6 (сохранилась фрагментарно)

### Сомнительные атрибуции
1. Мотет Absalon, fili mi (a4; возможно, принадлежит Пьеру де ла Рю)
2. Мотет Absolve, quaesumus, Domine (a6)
3. Мотет De profundis clamavi (a4)
4. Мотет In principio erat verbum
5. Мотет Veni sancte Spiritus (по мнению ряда учёных, автор мотета — Mathurin Forestier)
6. Магнификат IV тона
7. Магнификат III тона

## Дискография
- Josquin Desprez — A discography

### Издания сочинений
- Werken van Josquin des Près, ed. A. Smijers etc. Amsterdam, 1921-69
- New Josquin Edition, ed. W. Elders. 30 vls. Utrecht, 1987—2017.

### Прочая
- Osthoff H. Josquin Desprez. Bde. 1-2. Tutzing, 1962—1965;
- Elders W. Das Symbol in der Musik von Josquin des Prez // Acta musicologica, vol. 41 (1969);
- Пелецис Г. Месса Жоскена Депре «Malheur me bat» // Теоретические наблюдения над историей музыки. М., 1978;
- Long M.P. Symbol and ritual in Josquin’s «Missa di dadi» // Journal of the American Musicological Society, XLII (1989), pp. 1–22;
- Евдокимова Ю. Музыка эпохи Возрождения: XV век. М., 1989 // История полифонии. Выпуск 2а.
- Proceedings of the International Josquin Symposium (Utrecht 1986), ed. by W.Elders and F. de Haen. Utrecht, 1991 (ценный сборник докладов на международном жоскеновском конгрессе в Утрехте 1986 г.).
- Fallows D. Approaching a new chronology for Josquin // Schweizer Jahrbuch für Musikwissenschaft (1999), Bd.XIX;
- The Josquin companion, ed. by R.Sherr. Oxford, New York, 2000 (с аудиоприложением);
- Fallows D. Who composed «Mille regretz»? // Essays on music and culture in honor of H.Kellmann. Paris, 2001.
- Higgins P. The Apotheosis of Josquin des Prez and Other Mythologies of Musical Genius // Journal of the American Musicological Society, Vol. 57, No. 3 (Autumn, 2004), pp. 443–510
- Лебедев С. Н. Жоскен Депре // Большая российская энциклопедия. Том 10. Москва, 2008, стр. 112—113.
- Elders W. Josquin des Prez and his musical legacy: an introductory guide. Leuven: Leuven University Press, 2013.